# Jeceaba
Jeceaba é um município brasileiro do estado de Minas Gerais.

## História
O nome primitivo da localidade foi Camapuã. Termo indígena que significa "o monte redondo". Sua origem remonta aos anos 1910, quando ali chegaram os primeiros portugueses, espanhóis e italianos para a construção do Ramal de Paraopeba da Estrada de Ferro Central do Brasil (EFCB).
Após a inauguração do Ramal de Paraopeba, da Estrada de Ferro Central do Brasil, que ligou o povoado a Conselheiro Lafaiete e, posteriormente, a Belo Horizonte, iniciou-se um período de maior desenvolvimento, chegando mesmo a contar com as maiores casas comerciais do município de Entre Rios de Minas, ao qual pertencia.
Entre os habitantes mais antigos da comuna figuram muitos ferroviários, alguns de origem portuguesa, espanhola e italiana, que permaneceram na localidade, após o término do ramal ferroviário citado. Pode-se pois, atribuir-se aos trabalhadores da construção da ferrovia o desenvolvimento do lugar. Acresce, ainda a circunstância de ser a então Camapuã a única estação de estrada de ferro em vasta região agropecuária, possibilitando a presença de estabelecimentos comerciais de vulto, principalmente atacadistas.
O Decreto-Lei Estadual nº 148 de 17 de dezembro de 1938, elevou os povoados de Camapuã e Lagoinha (hoje Jeceaba e Bituri) à categoria de Distritos pertencentes ao Município de João Ribeiro (atual Entre Rios de Minas ).O Decreto Estadual nº 058 de 31 de dezembro de 1943, determinou a mudança do nome do Distrito de Camapuã, para Jeceaba. Yi-ecê-aba- nome também indígena que significa a confluência de rios ou a junção de rios: a reunião das águas. Resolução nº 21 do Município de João Ribeiro - MG de 31 de agosto de 1953, aprova a emancipação do Distrito de Jeceaba, a fim de que o mesmo possa ser elavado à categoria de Município na próxima revisão administrativa do Estado e a anexação do Distrito de Bituri a este Município. E a 12 de dezembro de 1953, sendo Governador do Estado o  Juscelino Kubitschek, a lei Estadual nº 1039 criou o Município de Jeceaba, que se desmembrou de Entre Rios de Minas (ex. João Ribeiro). Esta mesma lei atribui ao Município de Jeceaba o Distrito de Bituri (ex. Lagoinha).
A lei Estadual nº 2764 de 30 de dezembro de 1962 que fixa a Divisão Administrativa do Estado de Minas Gerais, cria o distrito de Caetano Lopes, delineado pela lei Municipal nº 160 de 6 de julho de 1964.
Jeceaba possui um dos maiores Distritos Industriais do estado e recebe muitos investimentos devido a sua importante participação na siderurgia, pois abriga usina siderúrgica e fábrica de tubos de aço sem costura, com destaque para as instalações industriais da Vallourec & Sumitomo Tubos do Brasil. As usinas são o segundo maior empregador da cidade depois da prefeitura, e rendem cerca de 70% da renda municipal. Devido à recessão econômica, o complexo teve que reduzir suas atividades iniciando em 2015, não operando em capacidade máxima.
Para além dessas atividades econômicas, há fábricas de manteiga, queijo mineiro, polvilho de mandioca, fumo de rolo, cachaça, engenhos de cana, vários moinhos e monjolos para a fabricação de farinha, fubá e canjica, lavoura de cereais e industriais pastoril. Em 5 de março de 2015, houve a construção da Capela no Altinho, como outro fator forte para o desenvolvimento da cidade, que trouxe consigo novos moradores.
Jeceaba, reunião das águas, recebeu esse nome pois conta com a junção dos Rios Camapuã e Paraopeba em seu entorno.
Quando conseguiu a emancipação de Entre Rios, a cidade contava com 2.802 habitantes, sendo 2.036 do quadro rural. Em 1955, foi criada a Câmara Municipal de Vereadores, com funções exercidas voluntariamente.
Em 1965 e 1966, Jeceaba passou por crises políticas e sociais, impetrando um recurso contra a criação do Município. De 1955 a 2020, a cidade contou com 16 mandatos de Prefeitos eleitos, entre eles apenas um, Antonio Cardoso Machado, não cumpriu o mandato todo, tendo desistido antes de acabar.
O Hino de Jeceaba, "Hino à Minha Terra", foi escrito por Luiz Marques e musicalizado pelo Padre Francisco Xavier Gomes.

A conhecida cidade “Sem Deus”, Jeceaba era considerada assim porque não teve um só padre que ficou muito tempo em sua paróquia. Deixou de ser chamada assim quando Padre José Bosco de Resende chegou à cidade trazendo mudanças. Entre 1971 e 1996, Padre Bosco fez tudo que podia pela cidade e pela paróquia. Quando precisou deixar a cidade, o Padre foi homenageado. Em 12 de dezembro de 2021, o até então Prefeito, Fábio Vasconcelos, inaugurou a revitalização e reforma da praça do centro da cidade, homenageando o Padre Bosco.
“A praça recebeu o busto de bronze de José Bosco de Resende, padre que se destacou na construção da história de Jeceaba, deixando um exemplo de amor ao próximo, ao povo jeceabense e ao desenvolvimento do nosso município. A homenagem contou com a participação da Corporação Musical Nossa Sra da Conceição.”
O Município conta com 4 escolas municipais, uma escola estadual, um CMEI (Centro Municipal de Educação Infantil) e uma Biblioteca Municipal.

## Geografia
Sua população recenseada em 2022 era de 6 197 habitantes.
Jeceaba é banhada pelos rios Camapuã e Paraopeba, sendo este último um dos mais importantes afluentes do Rio São Francisco.
Além disso, a cidade é composta por 3 distritos, sendo eles: Bituri, Caetano Lopes e Machados. Também encontramos algumas comunidades, como Água Limpa, Bananal, Dinizes, Gungumbeira, Ingá, Jacarandá, Lavapés, Mato Dentro, Mato Félix, Pequeri, Pinheiros, Santa Cruz, Santa Quitéria, São Mateus, Sapé, Sesmaria e Tartária.
Suas Coordenadas Geográficas são: Latitude 20º 32’ 11” S, Longitude 43º 58’ 53” W, Altitude 850 m e sua área é de 236,25 km².
O Monumento Natural Estadual Serra do Gambá, localiza-se no município de Jeceaba, com seus 1274 m de altitude, revela-se por sua beleza e com sua importância na preservação das espécies da fauna e flora local.
Conforme a classificação geográfica mais moderna (2017) do IBGE, Jeceaba é um município da Região Geográfica Imediata de Conselheiro Lafaiete, na Região Geográfica Intermediária de Barbacena.

## Cultura

### Dialeto local
Segundo o Esboço de um Atlas Linguístico de Minas Gerais (EALMG), realizado pela Universidade Federal de Juiz de Fora em 1977, o dialeto local é o mineiro.
Em termos de lugares ou eventos culturais, há a Corporação Musical Nossa Senhora da Conceição, Folia de Reis, a Orquestra Municipal de Jeceaba, a Fanfarra Municipal Barulhante, o Clube do Cavalo de Jeceaba e lendas como “A Mãe do Ouro” e “A Carruagem”.

## Turismo
Alguns dos seus pontos turísticos são: Balneário e Corredeiras dos Dinizes, as Cachoeiras de Santa Cruz, São Mateus, Tartária, Jacarandá e do Engenho, o Mirante do Taquara, Serra do Gambá, o Cruzeiro de Jeceaba, os Muros de Pedra, a Estrada de Ferro Central do Brasil e o Viaduto da Ferrovia de Aço.
Os principais eventos são: a Festa de São Sebastião, o Carnaval de rua, a Semana Santa, o Dia do Trabalhador, o Encontro de motociclistas, Rodeios, Trilhão, 7 de Setembro, o Festival Gastronômico, a Festa da Padroeira, o Aniversário da cidade, o Festival de Bandas, o Réveillon e as Festas nas comunidades rurais.